# 莫戈伊圖伊區

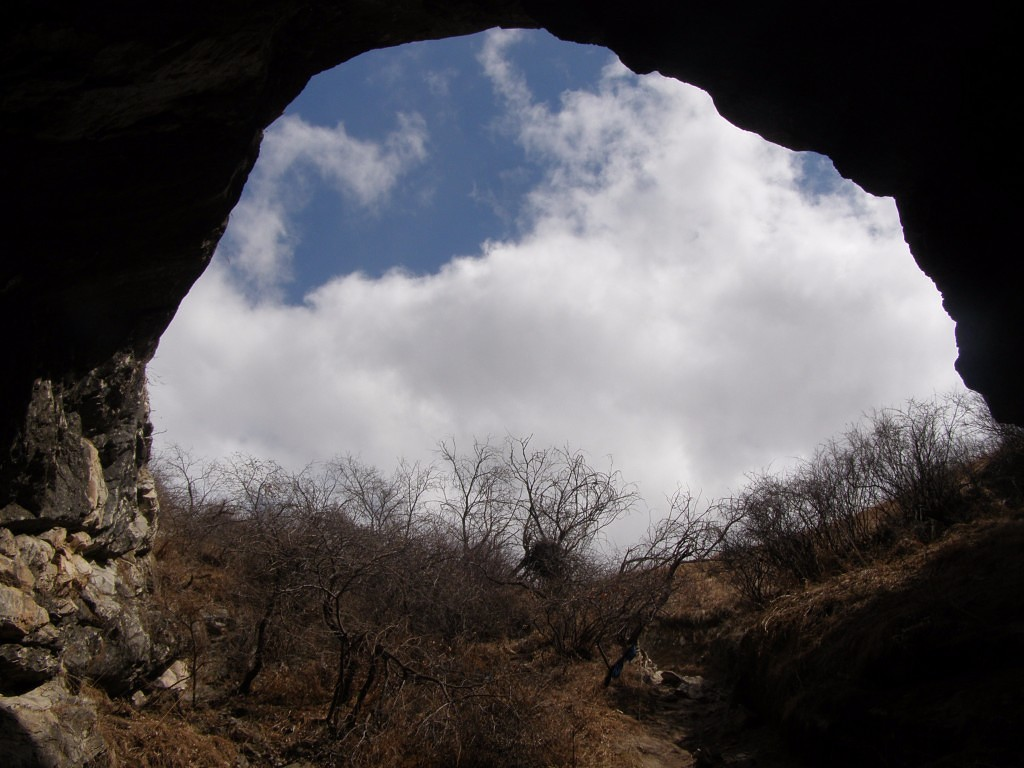

51°14′35″N 115°11′24″E / 51.243°N 115.190°E
莫戈伊圖伊區（俄语：Могойтуйский район），是俄羅斯的一個區，位於該國西部，由外貝加爾邊疆區負責管轄，始建於1942年12月8日，面積6,300平方公里，2010年人口27,463，人口密度每平方公里4.36人。